# August Henggeler

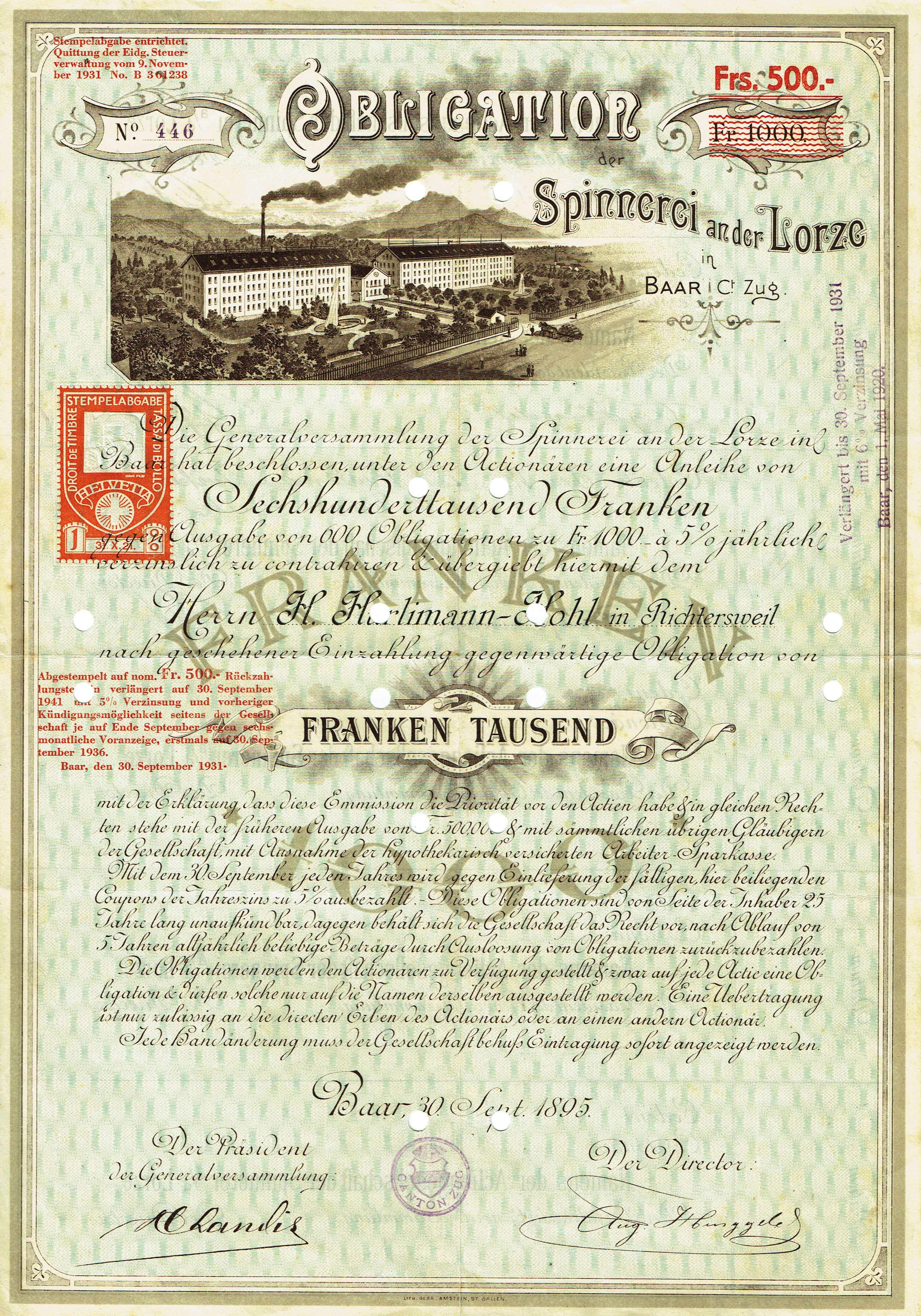
Obligation der Spinnerei an der Lorze vom 30. September 1895; Faksimileunterschriften von Heinrich Landis und August Henggeler

August Henggeler (* 1. Februar 1848 in Unterägeri; † 22. Oktober 1929 in Horw, katholisch, danach reformiert, heimatberechtigt in Unterägeri und Zürich) war ein Schweizer Unternehmer und liberaler Politiker. 

## Biografie
August Henggeler kam am 1. Februar 1848 in Unterägeri als Sohn des Unternehmers und liberalen Politikers Wolfgang Henggeler und der Barbara geborene Schmid zur Welt. Nach dem Schulabschluss in Zürich absolvierte Henggeler eine technische und kaufmännische Ausbildung.
In der Folge war August Henggeler ab dem Jahr 1870 in der von seinem Vater gegründeten Spinnerei an der Lorze in Baar beschäftigt. Er begann als Adjunkt, bevor er zwischen 1875 und 1906 die kaufmännische und technische Leitung innehatte. Zuletzt gehörte Henggeler von  1907 bis 1928 dem Verwaltungsrat an, davon ab 1916 als Präsident. Henggeler sorgte für die methodische Erneuerung des Maschinenparks. Daneben fungierte er von 1890 bis 1929 als Verwaltungsrat und Präsident der Metallwarenfabrik Zug sowie von 1877 bis 1919 als Verwaltungsratspräsident der Spinnereien Ägeri. 
August Henggeler, der mit Emilie, der Tochter des Gerichtspräsidenten Johann Heinrich Frei aus Hedingen, verheiratet war, verstarb am 22. Oktober 1929 drei Monate vor Vollendung seines 82. Lebensjahres in Horw. Er war der ältere Bruder des Heinrich und Neffe des Alois Henggeler.

## Politische Ämter
August Henggeler amtierte von 1886 bis 1898 als liberaler Kantonsrat. Zudem war er zwischen 1892 und 1893 Mitglied der Verfassungskommission. Ferner war er von 1888 bis 1907 im Kirchenrat der reformierten Kirchgemeinde des Kantons Zug vertreten, davon ab 1904 als Präsident.